# Домбрувка-Луґ
Домбрувка-Луґ (пол. Dąbrówka-Ług) — село в Польщі, у гміні Скужець Седлецького повіту Мазовецького воєводства.
Населення — 1049 осіб (2011).
У 1975-1998 роках село належало до Седлецького воєводства.

## Демографія
Демографічна структура станом на 31 березня 2011 року:
|          | Загалом | Допрацездатний вік | Працездатний вік | Постпрацездатний вік |
| -------- | ------- | ------------------ | ---------------- | -------------------- |
| Чоловіки | 533     | 136                | 351              | 46                   |
| Жінки    | 516     | 126                | 312              | 78                   |
| Разом    | 1049    | 262                | 663              | 124                  |